# D.N.Angel
D.N.Angel é um mangá produzido por Sugisaki Yukiru (mesma autora de Candidate for Goddess), que inspirou um anime de mesmo nome. Estreando na TV Tokyo no dia 3 de Abril de 2003, o anime no total 26 episódios produzidos pela XEBEC. No Brasil, o mangá é comercializado pela Editora JBC. Niwa Daisuke é o protagonista principal dessa trama que se passa no Japão atual.

## Mangá
Escrito e ilustrado por Yukiru Sugisaki, DNAngel estreou no Japão em Novembro de 1997 emissão de Asuka mensal onde novos capítulos foram publicados mensalmente até Sugisaki colocar a série em um longo hiato, após a emissão agosto 2005. A série acabou retornando para a publicação, a partir da edição de abril de 2008 Monthly Asuka, onde continua a funcionar. Os capítulos são recolhidos e publicados em volumes tankobon pela Kadokawa Shoten. O primeiro volume foi lançado em 13 de novembro de 1997, em junio de 2021, 20 volumes foram lançados.
A série está licenciada para uma versão em língua Inglesa na América do Norte pela Tokyopop. O primeiro volume da série foi lançado em 6 de abril de 2004, em agosto de 2008, os 11 volumes publicados antes do hiato da série foram lançados.  Em 8 de novembro de 2005, Tokyopop lançou um box set contendo os dois primeiros volumes da série.
Em agosto de 2003, enquanto a primeira série estava em hiato, uma série de mangá em segundo lugar, D.N.Angel TV Animation Series começou a publicação mensal em Asuka . Também escrito por Sugisaki, a série de curta foi baseado no anime, que tinha desviado do enredo do mangá. D.N.Angel TV Animation Series terminou sua publicação de Outubro de 2003 em questão. Foi publicado em 5 volumes tankobon pela Kadokawa Shoten.

## Anime
Niwa Daisuke é um garoto com uma vida normal, como qualquer outro garoto de sua idade. No dia de seu 14° aniversário, ele decide se declarar para a menina que ele é apaixonado, Harada Risa.
No mesmo dia, ao olhar um quadro (feito por ele) de sua amada, ele começa a sentir o seu coração bater mais forte. Então, seu cabelo fica roxo tal como os seus olhos e também fica com a aparência de um rapaz de 17 ou 18 anos, transformando-se em Dark. Quando vai para junto de seu avô e de sua mãe, descobre que ambos já sabiam da existência de Dark, pois, seu avô foi o "Ladrão Fantasma Dark" de 40 anos atrás. Ele descobre que essa transformação é Dark, conhecido como Ladrão Fantasma, um famoso ladrão. Esse é o destino de todo homem da família Niwa que completa 14 anos. Toda vez que ele sente seu coração palpitar mais forte ao se aproximar de Risa (a garota para a qual ele tentou se declarar), seu DNA muda e o lado "Dark" se ativa. Daisuke gosta de Risa, porém essa se apaixona por Dark. Por outro lado a irmã gêmea de Risa, Riku, gosta de Daisuke. O único e verdadeiro amor de Dark foi Rika(avó de Risa e de Riku). E é isto que se estende ao longo do anime. Repleto de confusões e comédia, uma vez que ninguém sabe do seu outro "eu".
Todas as noites, Daisuke é mandado para certas missões e conta com a ajuda de Dark, obviamente. Porém, há um garoto misterioso chamado Hiwatari Satoshi que parece saber muita coisa a respeito de ambos.
Hiwatari Satoshi, é o único descendente vivo da família Hikari. No seu corpo há um outro ser chamado Krad, que é o oposto de Dark (Dark é a escuridão e Krad é a luz)(Krad é Dark ao contrario), já que eles tiveram origem da divisão das Asas Negras em dois seres que se misturam aos genes das famílias Hikari e Niwa.

## Trilha Sonora
Tema de Abertura Byakuya True Light, composta por Miyamoto Shunichi.
Tema de Encerramento Yasashii Gogo, composta por Minawo, e foi enterpretada no encerramento por Minawo.